# Wonder Woman (film 2009)
Wonder Woman è un film d'animazione direct-to-video del 2009 diretto da Lauren Montgomery. Il film, prodotto dalla Warner Bros. Animation e facente parte della serie DC Universe Animated Original Movies, racconta le origini dell'omonimo personaggio dei fumetti DC Comics, ispirandosi in particolare al reboot del personaggio nell'arco narrativo Dèi e mortali (1987) di George Pérez. L'animazione del film fu realizzata dallo studio sudcoreano Moi Animation. Fu proiettato in anteprima il 5 febbraio 2009 al New York Comic Con e distribuito negli Stati Uniti il successivo 3 marzo.

## Trama
Oltre un millennio fa le Amazzoni, donne guerriere fedeli agli Dei dell'Olimpo, affrontarono gli eserciti di Ares, dio della guerra. Questi aveva concepito un figlio di nome Thrax con Ippolita, la regina delle Amazzoni, senza che costei avesse potuto opporsi; la donna tuttavia decapitò il figlio e  sconfisse il dio, ma Zeus le impedì di ucciderlo. Era pretese allora che il dio della guerra venisse spogliato dei suoi poteri e incarcerato come un comune mortale; a seguito della battaglia, gli Dei decisero di premiare le Amazzoni portandole su un'isola lontana dal mondo esterno, chiamata Themyscira, e Ippolita fu ricompensata del suo sacrificio (la morte del figlio avuto da Ares) con una bambina nata da una statuetta di argilla, Diana. Ares venne imprigionato proprio sull'isola dove le Amazzoni lo avrebbero sorvegliato e le donne guerriere ottennero inoltre una longevità tale da vivere per millenni.
Ai nostri giorni una Diana ormai cresciuta desidera ardentemente cercare avventure al di fuori di Themyscira, ma Ippolita non acconsente; l'occasione si presenta quando il pilota Steve Trevor dell'aeronautica statunitense precipita col suo caccia sull'isola e viene quasi ucciso dalle bellicose guerriere. Diana, immatura ed ingenua, è affascinata dal pilota e ne approfitta per chiedere ancora alla madre di lasciarla partire con la scusa di riportare il pilota a casa; Ippolita la mette invece a guardia di Ares, ma Diana si fa coprire dall'amica Alexa e partecipa sotto mentite spoglie ad un torneo, la cui vincitrice riaccompagnerà Trevor al suo paese.
Quando Diana vince Ippolita acconsente alla sua partenza, confidando nelle doti della figlia, ma mentre il torneo si svolge la gentile ed intelligente Alexa viene uccisa da Persefone, un'altra Amazzone, attratta dal fascino di Ares, che viene liberato e fugge. Diana riceve l'ulteriore compito di ricatturarlo e Trevor la porta a New York, dove oltre a cercare tracce del dio della guerra tenta in tutti i modi di sedurre la ragazza, che alla fine capisce e lo respinge. A questo punto si fanno avanti una serie di mostri mandati da Ares più un altro dei suoi figli, Deimos, dio del Terrore: Diana li sconfigge tutti ma Deimos si suicida per non essere interrogato dal Laccio di Gaia, che rivela la verità. Da una traccia rimasta sul suo cadavere, Diana e Steve risalgono però ad un antico culto di adoratori di Ares ancora attivo.
Rintracciato Ares, Diana viene colpita alle spalle dalle Arpie e Steve deve intervenire per salvarla; il dio della guerra compie un sacrificio per aprire le porte degli Inferi e chiedere a Ade, fratello di suo padre Zeus, di ridargli i poteri (solo una divinità infatti può togliere i bracciali che tengono Ares senza poteri); Ade accetta, nascondendo al nipote che il prezzo sarà la sua morte in battaglia, e Ares ritorna ad essere il dio della guerra. Diana si risveglia in ospedale ed è furiosa con Steve per aver scelto la sua vita contro la vittoria sul nemico; il pilota ribatte criticando l'isolamento delle Amazzoni e la generalizzata misantropia delle donne guerriere e le rivela di amarla.
Ares attacca allora Washington con il suo esercito; Diana lo raggiunge assieme a Steve e alle Amazzoni al completo e si scatena una furiosa battaglia, a cui si uniscono anche gli spiriti delle Amazzoni defunte comandate da Ares. Alexa, compresa nel numero, svela a Diana come sottrarre i loro spiriti al controllo del dio e le defunte guerriere si ribellano, finendo però per essere annientate. Nel caos della battaglia Ippolita uccide Persefone, che le rimprovera l'autoisolamento della loro gente poiché ha impedito alle Amazzoni di essere anche donne oltre che guerriere.
Diana riesce ad uccidere Ares ma il dio ha influenzato il Presidente degli Stati Uniti, che infatti ordina un attacco nucleare contro Themyscira; il missile viene tuttavia abbattuto da Steve sull'aereo invisibile. Riunitisi, Steve e Diana si baciano.
Tempo dopo la bellicosa Artemis si sforza di istruirsi a dovere, come faceva la defunta Alexa; Diana sente la mancanza sia di Steve che del mondo esterno e Ippolita decide di mandarla nuovamente in missione: sarà ambasciatrice delle usanze del loro popolo per riavvicinare donne e uomini. Ciò le permette di ricongiungersi a Steve, anche se è costretta ad intervenire solo in caso di gravi pericoli per le persone intorno a sé: il primo è l'apparizione di Cheetah, che Diana affronta ricevendo il soprannome "Wonder Woman".
Intanto, negli Inferi, Ade informa Ares e Thrax che lavoreranno per lui finché lo vorrà.

## Personaggi e doppiatori
| Personaggio                 | Doppiatore originale | Doppiatore italiano |
| --------------------------- | -------------------- | ------------------- |
| Diana Prince / Wonder Woman | Keri Russell         | Ilaria Latini       |
| Steve Trevor                | Nathan Fillion       | Francesco Prando    |
| Ares                        | Alfred Molina        | Paolo Marchese      |
| Artemide                    | Rosario Dawson       | Giò Giò Rapattoni   |
| Era                         | Marg Helgenberger    |                     |
| Ade                         | Oliver Platt         | Bruno Alessandro    |
| Ippolita                    | Virginia Madsen      | Cinzia De Carolis   |

## Colonna sonora
La colonna sonora di Wonder Woman, composta da Christopher Drake, fu pubblicata il 23 febbraio 2010 dalla La-La Land Records.

### Tracce
1. The Battle / Origins – 8:52
2. Sparring – 0:42
3. Ares Imprisoned – 1:29
4. Dog Fight, Part I – 1:48
5. Dog Fight, Part II – 1:58
6. Crash Landing – 1:06
7. Manhunt – 2:01
8. Let The Games Begin – 1:22
9. Persephone's Betrayal – 1:08
10. Bracelets and Arrows – 3:41
11. Computer Room – 0:48
12. Alley Thugs – 1:27
13. Deimos – 2:58
14. At The Gates Of Tartarus – 4:30
15. Cept Hemo Laudus        = – 1:01
16. Hades – 3:35
17. Ospedale and Ares Rally – 1:10
18. DC Battle – 6:13
19. Ares' End – 2:56
20. She Misses Him – 1:00
21. A New Nemesis – 0:37
22. Wonder Woman End Titles – 3:03

## Distribuzione

### Edizione italiana
L'edizione italiana del film, a cura di Ludovica Bonanome, fu distribuita sulla piattaforma on demand Premium Net TV di Mediaset Premium nella primavera del 2011. Il doppiaggio fu eseguito dalla E.T.S. e diretto da Cristiano Saraceni, autore anche dei dialoghi.

## Accoglienza

### Vendite
Secondo The Numbers, Wonder Woman si classificò al quinto posto nelle vendite di DVD dalla sua uscita, avvenuta tra il 3 e l'8 marzo 2009. Su un totale di 106 342 unità, incassò 2.040.703 dollari. Il film ha incassato un totale di 9 910 589 dollari dalle vendite home video negli Stati Uniti.

### Critica
Il film ha ricevuto recensioni principalmente positive dalla critica. Il sito Rotten Tomatoes ha raccolto 13 recensioni di cui 2 negative. Harry Knowles ha scritto una recensione positiva sul suo sito web Ain't It Cool News, elogiando con entusiasmo la regista Montgomery e la sorprendente brutalità delle scene d'azione. Jim Vejvoda di IGN elogiò l'umorismo, l'azione e le interpretazioni vocali del film, sottolineando il "casting perfetto" di Fillion. Josh Wigler recensì il film positivamente per CBR., criticando però l'inspiegabile presenza dell'aereo invisibile di Diana.
Il livello di violenza del film – in una sequenza, Steve Trevor viene mostrato mentre uccide avversari umani mentre Wonder Woman usa una forza estrema, e si verificano anche diverse decapitazioni in battaglia – suscitò alcune critiche. Chris Mautner, recensendo il film per CBR., commentò: "È solo una mia impressione o sembra più che un po'... superflua?". Nel suo dizionario Il Mereghetti, Paolo Mereghetti assegna al film una stella e mezza su quattro definendo l'animazione "mediocre" e trovando caotica l'ambientazione in epoca contemporanea.